# Edvardas Gudavičius
Edvardas Gudavičius (ur. 6 września 1929 w Kownie, zm. 27 stycznia 2020 w Wilnie) – litewski historyk, doktor habilitowany nauk humanistycznych
W latach 1948–1953 studiował na kowieńskim Instytucie Politechnicznym. W latach 1952–1956 kierownik zmiany w kowieńskiej fabryce motorów, następnie tj. w 1956–1958 zakładowy technolog. W roku 1958 przeniósł się do Wilna, gdzie przez rok pracował jako naczelny technolog wileńskiej fabryki maszyn liczących, w latach 1959-1963 jako kierownik zakładu, w latach jako 1963–1971 kierownik sektora, zaś w latach 1971–1974 jako kierownik oddziału.
W roku 1962 podjął studia historyczne na Uniwersytecie Wileńskim, które ukończył w 1968. Dwa lata później, w 1970 otrzymał zaocznie tytuł doktorski tamże. Od 1974 pracownik naukowy Instytutu Historii Litwy a od 1991 roku stały członek Litewskiej Akademii Nauk. Ponadto: członek litewskiej karty obywatelskiej i autor artykułów do Encyklopedii Radzieckiej Litwy.
Szerszej publiczności znany ze współpracy z Alfredasem Bumblauskasem przy tworzeniu programu telewizyjnego pt. "Būtovės slėpiniai", poświęconemu tematom związanym z historią Litwy. Gudavičius jest często współautorem prac zbiorczych, w tym 20-tomowej Visuotinė lietuvių enciklopedija. Publikował także na temat Statutów litewskich.
Mąż Reginy (ur. 1932), ojciec Janiny (ur. 1956) i Birutė (ur. 1962).

## Dysertacje
- 1971 – doktorska, pt. „Lietuvos valstiečių įbaudžiavinimo procesas ir jo atspindys Pirmajame Lietuvos Statute”[2]  („Proces upańszczyźniania litewskiego chłopstwa i jego odzwierciedlenie w I Statucie W. Ks. Litewskiego”).
- 1989 – habilitacyjna, pt. „Litwa w walkach ludów nadbałtyckich przeciw niemieckiej agresji feudalnej w XIII wieku“.

## Nagrody i odznaczenia
- 1995 — Laureat Nagrody Nauki Narodowej (nadana za badania i publikacje nt. I Statucie W. Ks. Litewskiego).
- 1996 — wybrany członkiem korespondencyjnym Litewskiej Akademii Nauk
- 1997 — Krzyż Komandorski Orderu Zasługi Rzeczypospolitej Polskiej[3]
- 1998 — Laureat Narodowej Nagrody Kultury i Sztuki Narodowej (nadana za stworzenie programu pt. „Būtovės slėpiniai”).
- 1999 — wybrany członkiem Rosyjskiej Akademii Nauk Humanistycznych w Sankt Petersburgu
- 1999 — Krzyż Komandorski Orderu Giedymina Wielkiego Księcia Litewskiego
- 2000 — wybrany stałym członkiem Litewskiej Akademii Nauk
- 2003 — Komandorski Wielki Krzyż Orderu Witolda Wielkiego
- 2009 — Krzyż Komandorski z Gwiazdą Orderu Zasługi Rzeczypospolitej Polskiej[4]

## Publikacje
- Žymenys ir ženklai Lietuvoje XII-XX a., Wilno, 1981, 131 str.
- Pirmasis Lietuvos Statutas (wraz ze Stanislovasem Lazutką), Wilno, 1983, t. 1, d. 1: Paleografinė ir tekstologinė nuorašų analizė; Wilno, 1985, t. 1, d. 2: Dzialinskio, Lauryno ir Ališavos nuorašų faksimilės; Wilno, 1991, t. 2, d. 1: Tekstai senąja baltarusių, lotynų ir senąja lenkų kalbomis. ISBN 5-417-00548-7.
- Kryžiaus karai Pabaltijyje ir Lietuva XIII amžiuje, Wilno, 1989, 192 str. ISBN 5-420-00241-8.
- Miestų atsiradimas Lietuvoje, Wilno, 1991, 95 str. ISBN 5-420-00723-1.
- Mindaugas, Vilnius, 1998, 360 str. ISBN 9986-34-020-9.
  - Recenzja: Dariusz Dąbrowski w: "Studia Źródłoznawcze". R 38. 2000, s. 127-129.
- Lietuvos istorija. Nuo seniausių laikų iki 1569 metų, Wilno, 1999, 664 str. ISBN 9986-39-112-1.
- Lietuvos europėjimo keliais: istorinės studijos, Wilno, 2002, 384 str. ISBN 9955-445-42-4.
- Lietuvos akto promulgacijos kelias: nuo Vytauto kanceliarijos iki Lietuvos Metrikos, Wilno, 2006, 80 str. ISBN 9986-19-913-1.